# Пустињски монструм (стрип)
Пустињски монструм је 15. епизода стрип-серијала Кобра, новосадског тандема Обрадовић-Керац.

## Основни подаци
Епизода је настала у периоду август 1981-мај 1982. год. Објављена је у четири наставка у Ју стрипу у бројевима 33, 37, 39. и 42 (изашле 1981-1982). Цена сваког примерка била је 15 динара. Епизода је имала укупно 48 страна. Епизоду је нацртао Бане Керац, а сценарио написао Тоза Обрадовић. 

## Куриозитети
У епизоди се појављује неколико познатих ликова из света филма и стрипа. Фил и Чиф су Патрик Мекмарфи и Чиф (Поглавица) из филма Лет изнад кукавичјег гнезда. Куганов телохранитељ са повезом преко десног ока је вероватно домаћи стрип-цртач Бане Плавшић. Шанкер у ресторану је вероватно сам Керац. Апарат за кафу у ресторану носи име Sybin Caffe, што је највероватније алузија на Керчевог сарадника Сибина Славковића, такође стрип-цртача.

## Реприза
Епизода је репризирана у целости у едицији Ју стрип профил бр. 4, која је изашла 1985. године у издању Дечјих новина из Горњег Милановца. Коштала је 200 динара.